# Нерівність Кон-Фоссена
Нерівність Кон-Фоссена пов'язує інтеграл від гаусової кривини некомпактної поверхні з її ейлеровою характеристикою. Ця нерівність аналогічна формулі Гаусса — Бонне.
Названа на честь Стефана Емануїловича Кон-Фоссена.

## Формулювання
Для будь-якої поверхні {\displaystyle S} з повною рімановою метрикою і обмеженою інтегральною кривиною виконується нерівність
{\displaystyle \iint \limits _{S}K\leq 2\cdot \pi \cdot \chi (S),}
де {\displaystyle K} позначає кривину Гауса і {\displaystyle \chi (S)} — характеристику Ейлера {\displaystyle S}.